# Балтийская глушилка
«Балтийская глушилка» (англ. Baltic Jammer, также Big Baltic Jammer, The Great Russian Jammer) — группа российских средств радиоэлектронного подавления в Калининградской и Ленинградской областях, которые после начала российского вторжения в Украину использовались для глушения и спуфинга сигнала системы глобального позиционирования в Балтийском регионе.
Главным образом, от радиоэлектронных атак пострадала авиация, где GPS применяется для навигации, посадки и повышения безопасности полётов. Если в случае «глушения» экипажи переключались на другие средства навигации, то  спуфинг гипотетически представлял большую опасность, поскольку обманывал компьютеры и лётчиков и мог спровоцировать внештатную ситуацию.
Деятельность «Балтийской глушилки» часто называли частью гибридной войны России против стран Запада или провокацией против НАТО. Есть версия о том, что глушение и спуфинг осуществляются для защиты от украинских БПЛА, что имеет сомнительную целесообразность, так как современные дроны способны преодолеть зоны радиоэлектронного подавления, а также не объясняет географию работы РЭП.
Намеренно препятствуя работе системы глобального позиционирования, Россия нарушает как рекомендации Международной организации гражданской авиации по защите сети GPS, так и нормы международного права и обязательства, принятые в рамках Международного союза электросвязи ООН.

## История
Ещё до вторжения в Украину военные объекты России становились источником помех для работы GPS. Так, в 2017—2019 годах власти Норвегии зафиксировали 5 эпизодов глушения сигнала средствами РЭП, расположенными на Кольском полуострове, в т.ч. во время совместных учений Норвегии и НАТО. Также СМИ сообщали об эпизоде в 2021 году, когда российские военные глушили сигнал GPS для самолётов Королевских ВВС Великобритании, возвращавшихся с Кипра.
После нападения России на Украину в 2022 году частота нарушений в работе системы глобального позиционирования в Балтийском регионе и их масштаб заметно выросли. На источник помех в Калининградской области указывали пилоты гражданских рейсов, а эстонские военные также упоминали вероятные средства РЭП в Ленинградской области. Помимо глушения самолёты сталкивались со спуфингом — подменой сигнала GPS, при котором устройство сообщало неверные координаты.
В 2023 году глушение GPS затронуло страны Балтии, Швецию, Польшу, Германию вплоть до Берлина. Если в 2022 году помехи на северо-востоке Норвегии наблюдались в течение 122 дней, то годом позже — 294 дня. К этому времени феномен заинтересовал экспертов, журналистов и OSINT-исследователей и получил в СМИ название «Балтийская глушилка» (англ. Baltic Jammer).
На беспрецедентный уровень глушение и спуфинг GPS-сигнала вышел в конце 2023 года. 25—26 декабря глобальное позиционирование почти 2 суток не работало на юге Швеции, севере Польши и балтийскими странами, в январе — также в Финляндии. На намеренный характер сбоев обратил внимание Институт изучения войны. В 20-х числам мая 2024 года перебои в работе GPS в районе Балтийского моря наблюдались в течение 47 часов и затронули более 1,6 тысяч рейсов. Нарушения главным образом влияли на самолёты, но в отдельных случаях затрагивали и корабли.

### Свидетельства причастности России
На причастность России дополнительно указывала риторика российских провластных медиа. В начале 2010-х они признавали, что у России отсутствуют средств для подавления GPS, но уже в 2019 отчитывались о рвзвёртывании на базе Балтийского флота комплекса «Мурманск-БН», якобы способного подавлять радиосигналы в радиусе более 5 тысяч км. В 2021 году сообщалось об учениях по РЭБ по созданию сплошного поля помех для спутникового позиционирования. В конце 2021 года Игорь Коротченко в эфире «Первого канала» рассуждал о сценарии захвата стран Балтии, первым шагом в котором был массированный радиоэлектронный удар. Также в 2023 и 2024 годах Минобороны России неоднократно объявляло о тренировках подразделений РЭБ с применением комплексов Р-330Ж «Житель» и «Борисоглебск» в Калининградской и Ленинградской областях. Когда в марте 2024 года в Польше совершил аварийную посадку американский БПЛА MQ-9 Reaper, близкий к российскому ВПК телеграм-канал писал об использовании российского комплекса «Красуха» из Калининградской области.
Ряд атак на систему GPS совпал по времени с неприятными для российских властей событиями во внешней политике. Так в марте 2022 года перебои в работе спутникового позиционирования над Финляндией начались сразу после встречи президента Саули Ниинистё и президента США Джо Байдена для обсуждения сотрудничества стран и НАТО в ответ на российское нападение на Украину. В марте 2024 года GPS-сигнал на полчаса над Балтийским морем потерял самолёт, на котором министр обороны Великобритании Грант Шэппс возвращался с учений НАТО в Польше.

## Расследование
Власти ряда стран, затронутых сбоями в работе GPS, а также профильные структуры ЕС начали официальные расследования. Однако OSINT-специалисты смогли быстро подтвердить причастность к атакам России и локализовать один из источников помех в районе побережья в под Калининградом, а второй — в Ленинградской области между Санкт-Петербургом и Нарвой, для чего они по тысячам единиц данных АЗН-В определили радиогоризонты российских средств РЭБ.
Публично обвинения в адрес России озвучивали немногие официальные лица (в частности, министры стран Балтии), однако в общении с журналистом однозначную ответственность России за атаки подчёркивали представители как гражданских, так и военных ведомств (например, Бундесвера).

### Характеристика
Нарушения в работе системы GPS журналисты и эксперты связывали с работой российского стационарного комплекса РЭБ «Тобол» (по открытым данным, такие системы были установлены в Крыму, под Москвой и в Калининградской области. Также, отмеачали они, для атак могли использовать мобильные комплексы «Житель» и «Поле-21».

### Вероятные цели
Некоторые западные эксперты не могли поверить, что Россия будет целенаправленно глушить сигнал GPS и полагали, что сбои были побочным эффектом военных испытаний. Однако, по мере увеличения числа и масштаба атак, в экспертных и околовоенных кругах сложился консенсус, что российские власти действуют осознанно с целью либо нанести экономический ущерб «недружественным странам», либо проверить свои возможности и реакцию НАТО на случай возможного вооружённого конфликта.
Альтернативная версия, которой в числе прочих придерживался российский военных эксперт Руслан Левиев — попытка противодействия украинским БПЛА. Левиев проводил параллель с глушением и спуфингом GPS в Москве в 2010-х годах, когда власти активно боролись с небольшими дронами с камерами — излюбленным инструментом журналистов-расследователей. Тогда это неоднократно приводило к потере GPS-сигнала в районах московских аэропортов, из-за чего коммерческие рейсы российских авиакомпаний были вынуждены приземляться без GPS.
В ходе активной фазы войны с Украиной российские города, включая Москву, были неоднократно атакованы украинскими БПЛА. Так, 3 мая 2023 года два дрона взорвались над Сенатским дворцом Московского кремля, где расположен рабочий кабинет Владимира Путина. Тогда глушение GPS затронуло 15 регионов центральной России. Во время атаки 30 мая 2023 года спутниковое позиционирование было заглушено надо всей Москвой.
Левиев полагал, что системы РЭБ для подавления GPS вероятно установлены вдоль всей границы России, однако не дают надёжной защиты от атак БПЛА. Современные военные дроны способны преодолевать зону GPS-помех с помощью алгоритмов: сперва дрон ориентируется на сигнал GPS или ГЛОНАСС, в зоне подавления переходит в автономный режим и выполняет заранее прописанный алгоритм, а покинув зону действия РЭБ обновляет информацию о своей позиции, скорости и направлении движения и корректирует курс.

## Последствия
В авиации, которая в первую очередь страдала от атак российских систем РЭБ, система глобального позиционирования применяется для навигации, построения оптимальных маршрутов, предотвращения столкновений и облегчения посадки.
Обычные средства подавления GPS-сигнала транслируют на частотах GPS белый шум и не позволяеют принимающим устройствам получить полезную информацию. Хотя атаки на GPS мешают воздушному движению и создают риски безопасности полётов, есть иные средства навигации и чёткий порядок действий в случае потери GPS-сигнала. На 2024 год не было задокументировано ни одной авиакатастрофы, вызванной намеренным глушением GPS, однако в 2019 году в штате Айдахо пассажирский самолёт из-за искусственных GPS-помех едва избежал столкновения с горой. После этого в 2022 году Международная организация гражданской авиации отдельно призвала страны-участницы усилить защиту GPS от вредоносного вмешательства.
Бо́льшую проблему представляет спуфинг, при котором сигнал подменяется ложным — системы могут не распознать ошибку и спровоцировать внештатную ситуацию. В результате спуфинга самолёт получает неверные координаты и может «отображаться» в сотнях или тысячах км от своего реального местоположения. Характерная особенность «Балтийской глушилки — круговой паттерн «движения» неверно отображаемых самолётов. С августа 2023 года по март 2024 в Балтийском регионе со спуфингом столкнулись 46 тысяч рейсов. Ряд самолётов «перекидывало» на территорию России, например, на поле в километре от бывшей российской авиабазы под Смоленском.
Большинство аэропортов используют сразу несколько методов навигации во время захода на посадку, но некоторые, например Тартурский аэропорт и сравнительно небольшие немецкие аэропорты — только основанные на GPS. Из-за глушения и спуфинга они не могут принимать рейсы.

## Реакция
Западные эксперты характеризовали действия России как «агрессию в серой зоне» (т.е. не квалифицированную как военная) и элемент гибридной войны, требующий ответной реакции. Президент профильного «Фонда устойчивой навигации и синхронизации» Дана Говард предлагала поднять вопрос на уровень Международного союза электросвязи ООН и ввести санкции по линии организации, поскольку действия России прямо нарушают международное право и международные соглашения о непрепятствовании работе спутниковых систем.